# بيل هيويت
بيل هيويت (بالإنجليزية: Bill Hewitt)‏ هو لاعب كرة قدم أمريكية أمريكي، ولد في 8 أكتوبر 1909 في باي سيتي في الولايات المتحدة، وتوفي في 14 يناير 1947 في بنسيلفانيا في الولايات المتحدة بسبب حادث مرور.

## وصلات خارجية
- بيل هيويت على موقع مرجع كرة القدم المحترفة.كوم (الإنجليزية)